# Chigny (Szwajcaria)
Chigny − miejscowość i gmina (commune) w zachodniej Szwajcarii, w kantonie Vaud, w okręgu (district) Morges.  

## Demografia
W Chigny mieszka 419 osób. W 2021 roku 25,8% populacji gminy stanowiły osoby urodzone poza Szwajcarią.